# Sextette de Seyfert
Pour les articles homonymes, voir Sextet (homonymie).
Le Sextette de Seyfert est un groupe de galaxies situé dans la constellation du Serpent à environ 200 millions d'années-lumière (60 Mpc) de la Voie lactée. En apparence constitué de six galaxies, il n'en contient en fait que cinq qui sont en interaction :
- NGC 6027 est la plus brillante du groupe, une galaxie lenticulaire à peu près au milieu de l'ensemble (en haut sur l'image ci-contre) ;
- NGC 6027a est une galaxie spirale au halo diffus reconnaissable à sa ceinture de poussières ;
- NGC 6027b est quasiment en contact avec les deux précédentes (oblique sur l'image ci-contre) ;
- NGC 6027c est une galaxie spirale barrée bien dessinée vue pratiquement par la tranche ;
- NGC 6027d est une galaxie spirale vue du dessus bien plus éloignée que les quatre précédentes (près de 1,2 milliard d'années-lumière (360 Mpc) selon d'anciennes mesures[4]) et qui n'entre donc pas en interaction avec les autres membres du groupe ;
- NGC 6027e est la galaxie découverte par Seyfert en 1951 grâce à sa queue de marée.

Le Sextette de Seyfert est l'un des groupes de galaxies les plus compacts connus — en excluant NGC 6027d, l'ensemble tient en moins de 100 000 années-lumière (30 kpc), c'est-à-dire la largeur de la Voie lactée — et est l'un des plus isolés. Chacune des galaxies en interaction a une largeur qui n'excède pas 35 000 années-lumière (10,75 kpc).

## L'identification des six composants du sextette, un méli-mélo
L'identification des six galaxies du Sextette de Seyfert varie tellement d'une source à l'autre qu'il est plus simple de présenter les diverses versions en image.

### Galerie

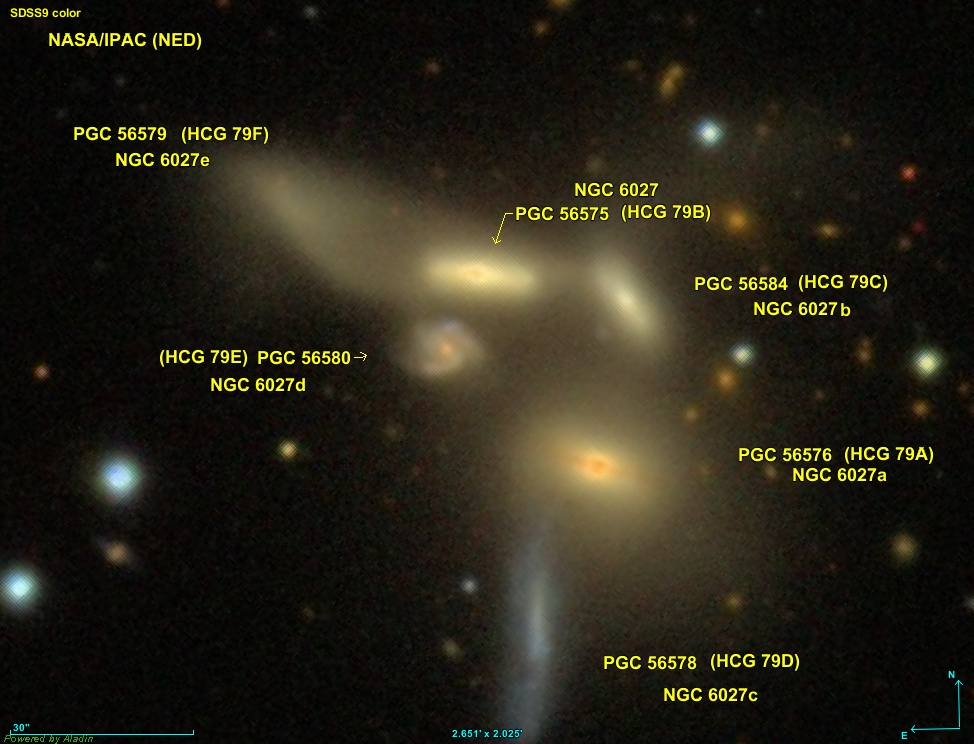
Le Sextette de Seyfert selon la base de données NASA/IPAC. L'encadré à droite utilise cette version pour NGC 6027.
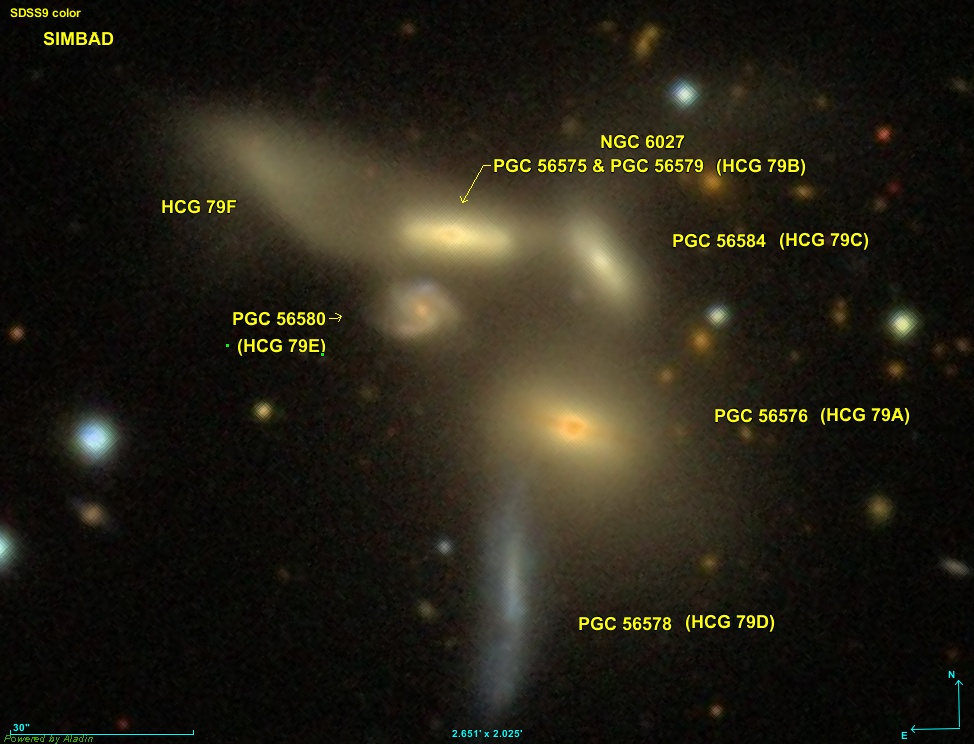
La version de la base de données Simbad.
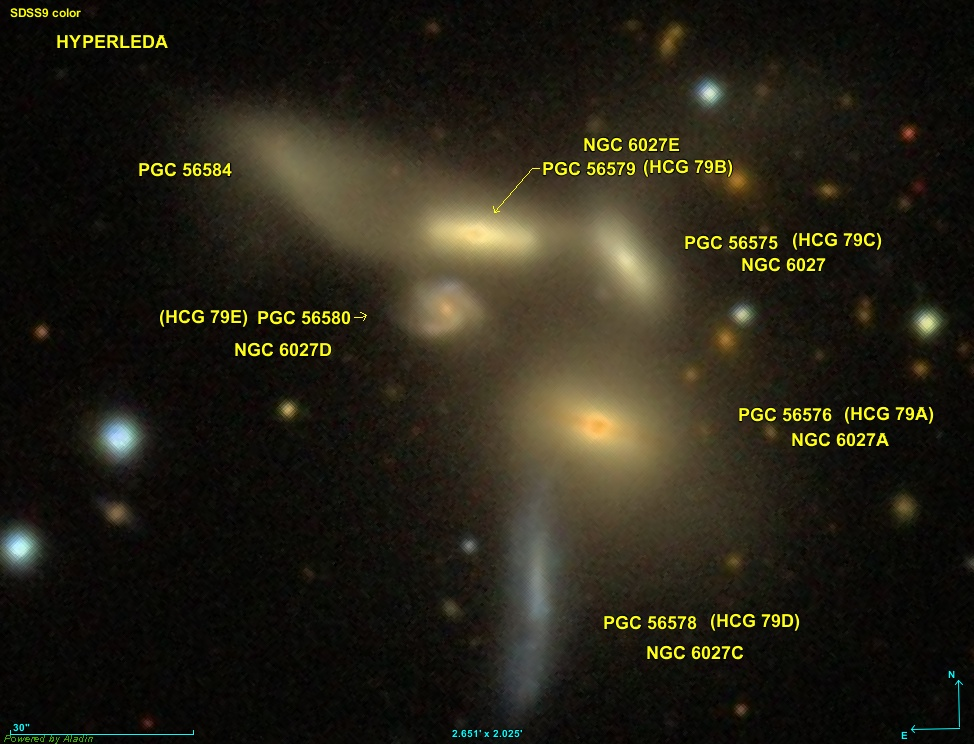
La version de la base de données HyperLeda.
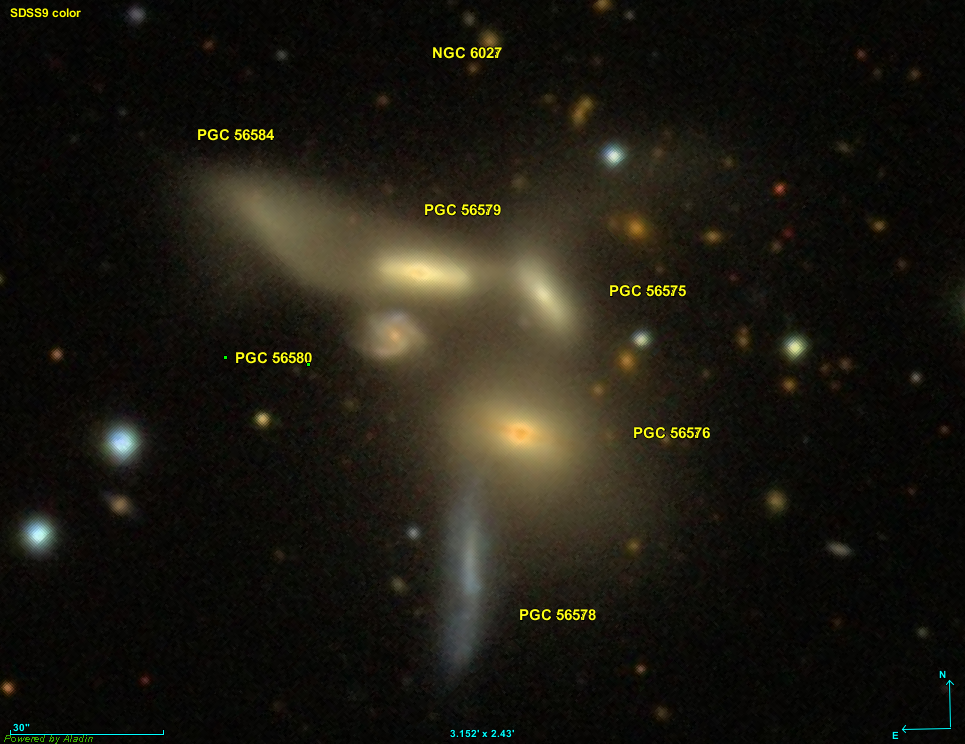
Position des galaxies PGC selon le professeur Seligman

Ci-dessous, le tableau des caractéristiques des six galaxies utilise la version de la base de données NASA/IPAC. À noter que le groupe compact de Hickson dans l'article original de Paul Hickson ne compte que cinq galaxies. HCG 79F a été ajouté plus tard par d'autres sources. 
| Désignation       | Class. | Type         | α (J2000.0)     | δ (J2000.0)    | Vitesse (FDC) (km/s) | D (Mpc)        | m              | Dimension (kpc) |
| ----------------- | ------ | ------------ | --------------- | -------------- | -------------------- | -------------- | -------------- | --------------- |
| PGC 56576 HCG 79A | Sa pec | Spirale      | 15h 59m 11.135s | 20° 45′ 17.46″ | 4652 ± 10            | 68,61 ± 4,80   | 13,15          | 15,36           |
| PGC 56575 HCG 79B | S0 pec | Lenticulaire | 15h 59m 12.537s | 20° 45′ 48.09″ | 4486 ± 7             | 66,16 ± 4,63   | 12,62 ± 0,08   | 38,28           |
| PGC 56584 HCG 79C | S0 pec | Lenticulaire | 15h 59m 10.833s | 20° 45′ 43.88″ | 4145 ± 10            | 61,13 ± 4,28   | 14,017 ± 0,004 | 30,42           |
| PGC 56578 HCG 79D | S0 pec | Lenticulaire | 15h 59m 11.869s | 20° 44′ 51.42″ | 4659 ± 7             | 68,71 ± 4,81   | 15,6 ± 0,4     | 19,83           |
| PGC 56580 HCG 79E | S?     | Spirale      | 15h 59m 12.896s | 20° 45′ 35.73″ | 19905 ± 36           | 293,58 ± 20,56 | 12,85          | 14,83           |
| PGC 56579 HCG 79F | S0?    | Lenticulaire | 15h 59m 14.480s | 20° 45′ 57.30″ | 4186 ± 42            | 61,75 ± 4,37   | 14,20          | 16,06           |